# Datàfon

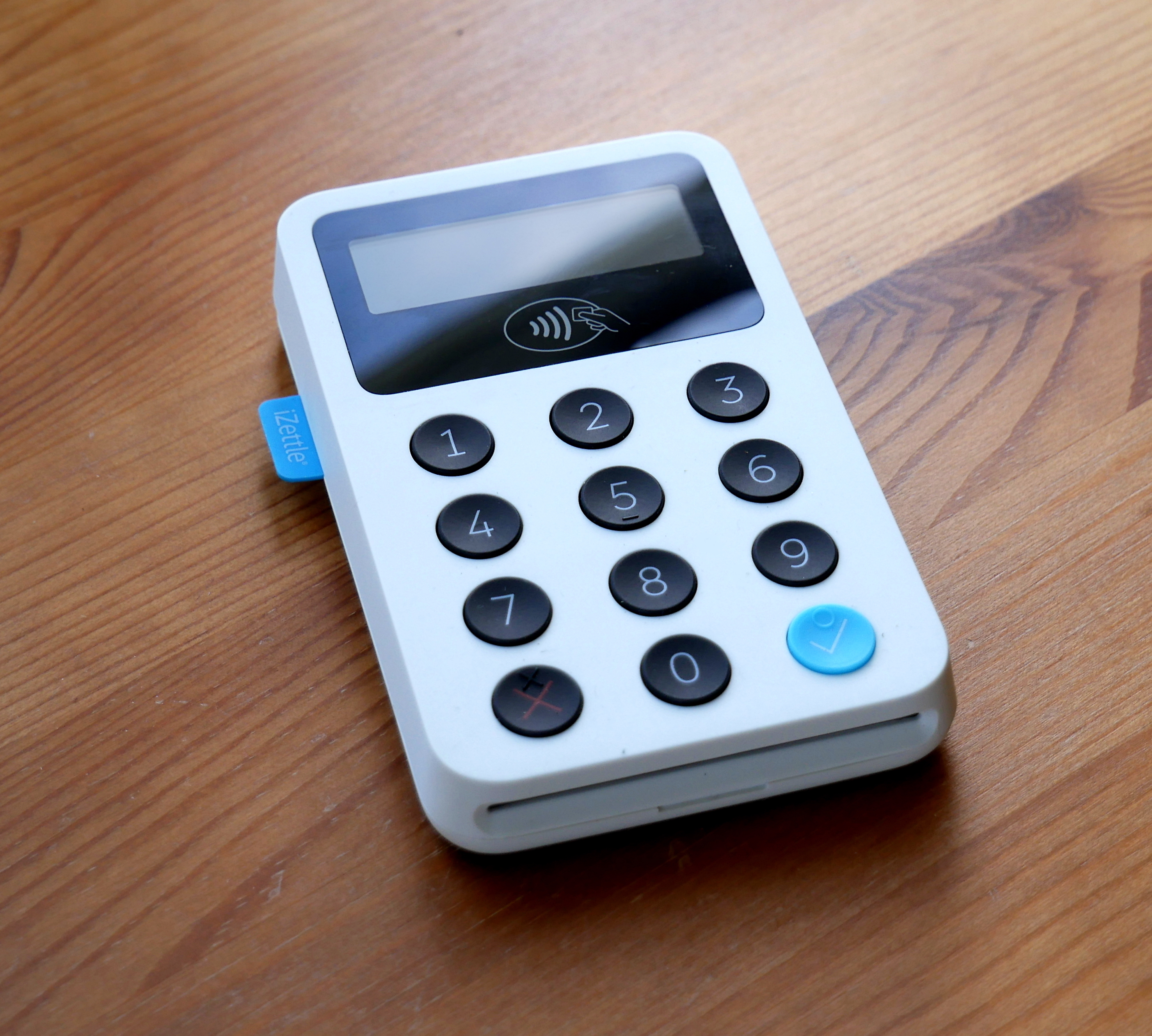
Datàfon d'ús com a terminal punt de venda sense fils d'iZettle.

Un datàfon o passatargetes és un dispositiu electrònic compacte que s'utilitza als establiments comercial i botigues per tal de mecanitzar el procés de cobrament als clients que empren targeta de crèdit o de dèbit. A través de l'ús de la línia telefònica o d'una adreça IP (via GSM, GPRS, Wi-Fi, etc.), el datàfon comunica l'establiment amb els centres de dades de les entitats financeres i els envia informació bancària per procedir al pagament.
L'aparença dels datàfons és diversa, atès que poden ser terminals fixos, sense fils, connectats als telefòns mòbils intel·ligents o bé integrats al sistema de comptabilitat pel cas de comerços amb diversos establiments. En qualsevol cas, els datàfons són aparells que estan sempre gestionats i incorporats als terminals punt de venda (TPV) de la botiga —els quals inclouen totes les tecnologies de gestió de venda al públic.
El programari estàndard centralitzar que utilitzen els datàfons és EMV. Es tracta d'un sistema de xifrat de dades i via xip que està gestionat de manera comuna per les empreses de gestió de pagaments per targeta de crèdit. Permet evitar el frau en el pagament i està homogeneïtzat per a l'ús en qualsevol tipus de dispositiu autoritzat a pagaments a nivell mundial.